# Manuel Baldiz Foz
Manuel Baldiz Foz (Barcelona, 1952) es un psicoanalista, psicoterapeuta y escritor español. Se especializó en psiquiatría a mediados de los años 70 en el Hospital Clínico y Provincial de Barcelona.  Durante esta época, impulsó y coordinó la sección de antipsiquiatría de la revista contracultural Ajoblanco entre 1976 y 1978. 
Después de su etapa en Ajoblanco, Baldiz continuó ejerciendo en la sanidad pública, colaborando en diversas iniciativas que pretendían llevar el trabajo asistencial y preventivo en salud mental a los barrios y a los movimientos vecinales. En 1988, fundó, junto con otros colegas, la Asociación Catalana para la Clínica y la Enseñanza del Psicoanálisis (ACCEP). 
A lo largo de su trayectoria, ha publicado múltiples obras sobre psicoanálisis y psicoterapia, entre las más destacadas se encuentran:
- Hablando con adolescentes (2005): Este libro fue escrito en colaboración con María Inés Rosales y publicado por Biblioteca Nueva. [5]Ofrece un diálogo abierto con adolescentes, abordando temas cruciales de esa etapa vital.
- Conceptos freudianos (2005): Manuel Baldiz contribuyó a esta obra colectiva publicada por Síntesis, que explora diversos conceptos del pensamiento freudiano.
- El psicoanálisis y las psicoterapias (2007): En este libro, publicado por Biblioteca Nueva, Baldiz analiza la relación entre el psicoanálisis y diversas formas de psicoterapia. [6]
- El género desordenado (2010): Manuel Baldiz participó en esta obra colectiva, coordinada por Miquel Missé y Gerard Coll-Planas, publicada por Egales. El libro ofrece críticas en torno a la patologización de la transexualidad.
- Transexuales, transgénero: análisis, causas y consecuencias (2024): En esta obra, Baldiz ofrece una mirada psicoanalítica sobre las subjetividades " trans ", analizando las causas y consecuencias de este fenómeno. Publicado por Ediciones S&P. [7]

Además de estas publicaciones, Manuel Baldiz Foz ha escrito numerosos artículos en revistas especializadas y online, así como también participa en debates y coloquios,  contribuyendo al campo del psicoanálisis y la psicoterapia.  
En 2025, Baldiz sigue ejerciendo como psicoanalista en Barcelona, compaginando esta labor con la supervisión de equipos clínicos y la docencia en ACCEP. 